# Говедарски манастир
Говедарският манастир „Свети Георги“ е български православен манастир.

## Местонахождение
Намира се на около 2 km от село Говедарци. Основан е през 20 век. Състои се от черква и монашеска сграда. Манастирът не действа постоянно.